# Hilara johnsoni
Hilara johnsoni är en tvåvingeart som beskrevs av Daniel William Coquillett 1895. Hilara johnsoni ingår i släktet Hilara och familjen dansflugor.
Artens utbredningsområde är Alabama. Inga underarter finns listade i Catalogue of Life.